# Les Châtelets
Les Châtelets – miejscowość i gmina we Francji, w Regionie Centralnym, w departamencie Eure-et-Loir.
Według danych na rok 1990 gminę zamieszkiwało 111 osób, a gęstość zaludnienia wynosiła 11 osób/km² (wśród 1842 gmin Regionu Centralnego Les Châtelets plasowała się wtedy na 1023. miejscu pod względem liczby ludności, natomiast pod względem powierzchni na miejscu 1142.).